# Falling Stars
Falling Stars ist ein Lied der moldauischen Sängerin Lidia Isac. Sie hat mit dem Lied Moldau beim Eurovision Song Contest 2016 vertreten. Es wurde von Gabriel Alares, Sebastian Lestapier, Ellen Berg und Leonid Gutkin verfasst und am 7. Dezember 2015 veröffentlicht.

## Hintergrund
Der moldauische Fernsehsender TeleRadio-Moldova organisierte, wie in den Vorjahren auch, O Melodie Pentru Europa 2016, den moldauischen Vorentscheid für den Eurovision Song Contest. Am 19. Dezember 2015 wurden die Teilnehmer für den Wettbewerb bekanntgegeben. Darunter befand sich unter anderem die Sängerin Lidia Isac mit Falling Stars. Sie qualifizierte sich im zweiten Halbfinale der Show für das Finale, welches sie am 27. Februar 2016 gewinnen konnte. Damit wird sie ihr Heimatland beim Eurovision Song Contest 2016 in Stockholm vertreten.
Am 1. Mai 2016 veröffentlichte die Sängerin Pluie d’étoiles, die französische Version des Liedes. Am 6. Mai 2016 entschied sich die moldauische Delegation dazu, einen Teil des Liedes beim Eurovision Song Contest auf Französisch zu singen.